# Артур Теат
Артур Теат (фр. Arthur Theate, нар. 25 травня 2000, Льєж) — бельгійський футболіст, центральний захисник французького «Ренна» і національної збірної Бельгії. На умовах оренди захищає кольори франкфуртського «Айнтрахта».

## Клубна кар'єра
Народився 25 травня 2000 року в місті Льєж. Вихованець юнацьких команд футбольних клубів «Ейпен», «Генк», «Стандард» (Льєж), «Генк» та «Стандард» (Льєж).
У дорослому футболі дебютував 2020 року виступами за команду «Остенде», у якій відразу став гравцем основного складу і в дебютному сезоні взяв участь у 35 матчах чемпіонату Бельгії.
Невдовзі після початку другого сезону своєї дорослої кар'єри, 26 серпня 2021 року на правах оренди з подальшим обов'язковим викупом за 5 мільйонів євро перейшов до італійської «Болоньї», де також став одним з основних центральних захисників команди. Провів один сезон в Італії, де взяв участь у 31 грі італійської першасті.
29 липня 2022 року за орієнтовні 20 мільйонів євро перейшов до французького «Ренна», з яким уклав чотирирічний контракт.

## Виступи за збірні
2015 року дебютував у складі юнацької збірної Бельгії (U-15), загалом на юнацькому рівні взяв участь у 19 іграх.
2021 року провів три гри у складі молодіжної збірної Бельгії, а в листопаді того ж року дебютував в офіційних матчах за національну збірну Бельгії.

## Статистика виступів

### Статистика клубних виступів
Станом на 29 липня 2022
| Сезон               | Команда             | Чемпіонат           | Чемпіонат | Чемпіонат | Національний кубок | Національний кубок | Національний кубок | Континентальні кубки | Континентальні кубки | Континентальні кубки | Інші змагання | Інші змагання | Інші змагання | Усього | Усього | Усього |
| Сезон               | Команда             | Ліга                | Ігор      | Голів     | Ліга               | Ігор               | Голів              | Ліга                 | Ігор                 | Голів                | Ліга          | Ігор          | Голів         | Ігор   | Голів  |        |
| ------------------- | ------------------- | ------------------- | --------- | --------- | ------------------ | ------------------ | ------------------ | -------------------- | -------------------- | -------------------- | ------------- | ------------- | ------------- | ------ | ------ | ------ |
| 2020–21             | «Остенде»           | ПЛ                  | 29+6      | 3+2       | КБ                 | 2                  | 0                  | -                    | -                    | -                    | -             | -             | -             | 37     | 5      |        |
| серп. 2021          | «Остенде»           | ПЛ                  | 3         | 0         | КБ                 | 0                  | 0                  | -                    | -                    | -                    | -             | -             | -             | 3      | 0      |        |
| Усього за «Остенде» | Усього за «Остенде» | Усього за «Остенде» | 32+6      | 3+2       |                    | 2                  | 0                  |                      | -                    | -                    |               | -             | -             | 40     | 5      |        |
| серп. 2021–22       | «Болонья»           | A                   | 31        | 2         | КІ                 | -                  | -                  | -                    | -                    | -                    | -             | -             | -             | 31     | 2      |        |
| 2022–23             | «Ренн»              | Л1                  | 0         | 0         | КФ                 | 0                  | 0                  | ЛЄ                   | 0                    | 0                    | -             | -             | -             | 0      | 0      |        |
| Усього за кар'єру   | Усього за кар'єру   | Усього за кар'єру   | 69        | 7         |                    | 2                  | 0                  |                      | -                    | -                    |               | -             | -             | 71     | 7      |        |

### Статистика виступів за збірну
Станом на 29 липня 2022
| Дата       | Місто   | Господарі | Результат | Гості   | Турнір                    | Голи | Примітки |
| ---------- | ------- | --------- | --------- | ------- | ------------------------- | ---- | -------- |
| 16-11-2021 | Кардіфф | Уельс     | 1 – 1     | Бельгія | Відбір до ЧС 2022         | -    | 85'      |
| 26-3-2022  | Дублін  | Ірландія  | 2 – 2     | Бельгія | товариський матч          | -    | 75'      |
| 11-6-2022  | Кардіфф | Уельс     | 1 – 1     | Бельгія | Ліга націй УЄФА 2022-2023 | -    | 61'      |
| Усього     |         | Матчів    | 3         |         | Голів                     | 0    |          |

| Дата      | Місто  | Господарі | Результат | Гості   | Турнір                             | Голи | Примітки |
| --------- | ------ | --------- | --------- | ------- | ---------------------------------- | ---- | -------- |
| 4-6-2021  | Актобе | Казахстан | 1 – 3     | Бельгія | Кваліфікація молодіжного Євро-2023 | -    |          |
| 3-9-2021  | Бурса  | Туреччина | 0 – 3     | Бельгія | Кваліфікація молодіжного Євро-2023 | -    | 71'      |
| 12-9-2021 | Левен  | Бельгія   | 1 – 0     | Данія   | Кваліфікація молодіжного Євро-2023 | -    |          |
| Усього    |        | Матчів    | 3         |         | Голів                              | 0    |          |